# Катаєв Валентин Петрович
Валентин Петрович Катаєв (рос. Катаев Валентин Петрович, 16 (28) січня 1897, Одеса — 12 квітня 1986, Москва) — російський радянський письменник, Герой Соціалістичної Праці (27.09.1974).

## Життєпис
Народився в Одесі 1897 року у квартирі № 4 у будинку Стурдзівської громади по вул. Базарній, 4..
Батько Валентина Катаєва — вчитель, викладач єпархіального училища в Одесі — Петро Васильович Катаєв; походив з середовища духовенства. Мати — Євгенія Іванівна Бачій — дочка генерала Івана Єлисейовича Бачея, з полтавської дрібнопомісної дворянської сім'ї (походила зі стародавнього козацького роду). Повсякденною мовою в сім'ї батьків Катаєва була українська. Російську та українську літературу він дізнавався з голосу батьків під час домашніх читань. На вулиці він чув їдиш та міський міщанський жаргон, в якому були замішані грецькі, румунські та циганські слова. Про володіння українською мовою свідчить і те, що він переклав для російськомовної антології української поезії твори Лесі Українки та Павла Тичини.

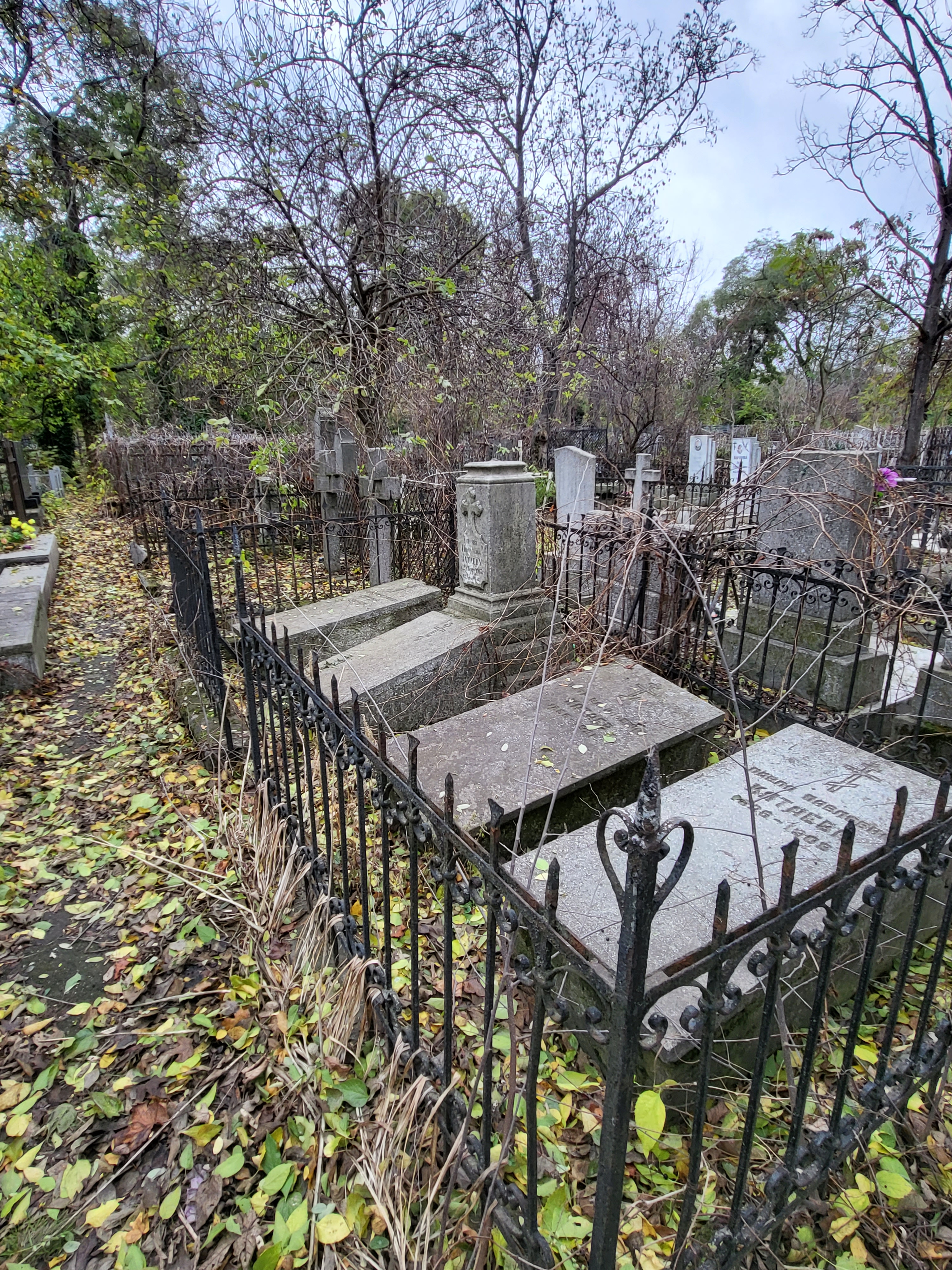
Надгробки батьків В. П. Катаєва на Другому Християнському кладовищі міста Одеси

Майбутній письменник активно співпрацював з радянською владою, що відобразилося на формуванні його творчого обличчя. Першим творам В.Катаєва притаманні схематизм, суб'єктивізм, формалізм, епігонство.
Помітний успіх мала повість В. Катаєва «Растратчики» (1926). Проте спроба інсценізувати твір на сцені МХАТу була невдалою.
Популярності в СРСР В. Катаєв набув після публікації роману «Часе, вперед!» (1932). Формалізм притаманний і біографічній повісті «Белеет парус одинокий» (1936), де розвиток сюжету повністю залежить від мети автора: створити літературний твір згідно з принципами так званого методу соціалістичного реалізму. Ця повість, а також «Хуторець у степу», «Зимовий вітер» та «Катакомби», автор об'єднав у тетралогію «Хвилі Чорного моря».
Увійшовши до кола визнаних радянських письменників, В.Катаєв продовжував писати, чітко дотримуючись методу «соціалістичного реалізму», у чому переконують навіть назви його творів: «Я, син трудового народу», «Син полку» (Сталінська премія) та інші.
Твори В.Катаєва так званого «сталінського» періоду історії СРСР — дзеркальне відображення «успіхів» комуністичного будівництва в Радянському Союзі.
В історію радянської літератури В.Катаєв увійшов насамперед як засновник молодіжного літературного журналу «Юность» (1957).
Хрущовська «відлига» не могла не вплинути на В.Катаєва. У своїх книгах останнього періоду життя: «Святий колодязь», «Книга пам'яті», «Трава забуття», «Розбите життя, або Чарівний ріг Оберона», «Алмазний мій вінець», «Уже написано Вертера», «Юнацький роман», «Сухий лиман» В.Катаєв не лише спробував змінити свою манеру писання, але й прагнув сформулювати власну творчу платформу, увівши вислів «матеріальна проза».
Проте письменник залишився вірним своєму минулому, поставивши себе в літературі між І.Буніним та В.Маяковським. Щоправда, це не завадило йому в одній книжці в'їдливо висміяти Нобелівського лауреата, а в іншій з вдячністю згадати уроки великого майстра російської прози.

## Екранізації
- «Біліє парус одинокий» (1937, за однойменною повістю)
- «Квітка-семибарвиця» (1940, мультфільм, за мотивами однойменної казки)
- «Син полку» (1946, за однойменною повістю)
- «Сопілочка і глечик» (1950, мультфільм, екранізація казки)
- «За владу Рад» (1956, за однойменним романом)
- «Поет» (1956, автор сценарію)
- «Часе, вперед!» (1965, екранізація однойменного роману)
- «Пауза» (1967, за мотивами «Новорічного оповідання»)
- «Йшов солдат з фронту» (1967, за повістю «Я, син трудового народу…»)
- «Квітка-семибарвиця» (1968, за мотивами однойменної казки)
- «Хвилі Чорного моря» (1975—1976, телесеріал; за мотивами романів «Біліє парус одинокий» і «За владу Рад», куди входять стрічки А. Войтецького «Біліє парус одинокий», «Зимовий вітер» О. Гойди, «Катакомби» В. Криштофовича)
- «Остання пелюстка» (1977, мультфільм, за мотивами казки «Квітка-семибарвиця»)
- «Син полку» (1981, за однойменною повістю) та ін.